# Aquilo
San Aquilo fue obispo de Larissa (murió en 330) en Grecia. Peregrinó a los Santos Lugares de Jerusalén a la Tumba de Cristo y a Roma a la tumba de los Apóstoles. Es en la Ciudad Eterna donde recibe la gracia de la predicación apostólica. De regreso a su país, fue un obispo atento a los pobres, a los enfermos y a los extranjeros. Administró su diócesis con un gran celo pastoral. Estuvo presente en el Concilio de Nicea de 325.
Es el santo patrón de la ciudad de Larissa en Grecia.

## Fuente
Le petit livre des saints - Rosa Giorgi - Larousse - 2006 - page 286 - ISBN 2-03-582665-9
- Datos: Q386801
- Multimedia: Saint Achillius / Q386801